# Митрофанов, Мирослав Борисович
Миросла́в Бори́сович Митрофа́нов (лат. Miroslavs Mitrofanovs; род. 18 декабря 1966, Даугавпилс, Латвийская ССР, СССР) — латвийский политик и журналист, депутат 7-го и 9-го Сеймов от ЗаПЧЕЛ. Сопредседатель правления партии РСЛ (ранее известной как ЗаПЧЕЛ); депутат Европарламента в 2018—2019 гг.

## Биография
Родился в семье потомственных даугавпилчан. Его прадед по отцу, Пётр Никитьевич Митрофанов (1857—1940) — почётный потомственный гражданин Двинска (Даугавпилса), купец первой гильдии, имел награды за общественную и административную работу в самоуправлении города.
1984 год — окончил в Даугавпилсе среднюю школу № 9, поступил в Латвийский [государственный] университет (ЛГУ) на биологический факультет.
1986—1988 года — служба в Советской армии, в войсках связи на Дальнем Востоке (в те годы отсрочка студентам не предоставлялась). 1988 год — восстановился в ЛГУ, был исключён из комсомола за отказ выполнять обязанности комсорга группы.
1989—1991 года — Даугавпилсский мясокомбинат, лаборант химической лаборатории.
1991 год — окончил биологический факультет Латвийского университета.
С 1990 года публиковался в газете «Красное знамя», в 1991 году переименованной в «Динабург». С 1991 по 1994 год в штате редакции: заведующий отделом политики, затем заместитель главного редактора.
В 1993 году первый раз участвовал в выборах — в качестве беспартийного кандидата в депутаты 5-го Сейма по списку Движения за социальный прогресс и равноправие. В 1994 году вместе с единомышленниками — представителями русской интеллигенции Даугавпилса — создал вначале Дискуссионный клуб «Аз Есмь», а затем на его базе — Патриотическую даугавпилсскую партию «Надежда».
1994—1998 года — ООО «LAUMA-D», заместитель директора. В 1998 году создал общественную организацию «Даугавпилсский информационный центр по правам человека».
В 1997 году стал одним из учредителей партии «Равноправие». В течение последующих 20 лет был членом этой партии, руководителем Даугавпилсского отделения, членом редколлегии, Правления, Бюро, а затем и сопредседателем партии. 1998—2002 — депутат 7-го Сейма от ЗаПЧЕЛ («Равноправие»).
2000—2007 года — заместитель председателя «Равноправия».
2002—2004 года — консультант фракции ЗаПЧЕЛ в Сейме.
2004—2006 года — консультант фракции Зелёных и ЕСА в Европарламенте.
2005 год — в марте был избран депутатом Даугавпилсской думы, затем также вице-мэром города, вскоре сложил полномочия, поскольку закон запрещал совмещение должностей в Европарламенте и в латвийском самоуправлении. В июне избран председателем Европейского русского альянса.
2006—2010 года — депутат 9-го Сейма, позднее работал помощником депутата Европарламента Татьяны Жданок.
2011 год — на съезде ЗаПЧЕЛ избран сопредседателем.
2017 год — соавтор (с Т. А. Жданок) книги «Русские Латвии на изломе веков. От заката СССР до кризиса Евросоюза» (Рига: Averti-R, 2017. ISBN 978-9934-8672-0-0).
С 2018 по 2019 год — депутат Европарламента от Русского союза Латвии (экс-ЗаПЧЕЛ). В Европейском парламенте работал в Комитете по занятости и социальным делам и в Комитете по петициям. Был избран заместителем председателя делегации Европарламента по связям со странами Средней Азии и Монголии.
2020 год — избран в Рижскую думу от Русского союза Латвии.
По его мнению (2021), "свобода слова в Европе декларируется только на словах: «Это не та правда, которая является правдой, а та правда, в которую мы заставим вас поверить».